# Flughafen Santiago de Compostela

i8
i11
i13
Der Flughafen Santiago de Compostela (spanisch Aeropuerto de Santiago de Compostela, auch Aeropuerto de Lavacolla, IATA-Code: SCQ, ICAO-Code: LEST) ist ein internationaler Verkehrsflughafen in Galicien (Spanien) im Nordwesten der iberischen Halbinsel 10 km nordöstlich der Stadt Santiago de Compostela. Der Flughafen dient auch als Militärflugplatz der spanischen Luftwaffe, die die Einrichtung als Aeródromo Militar de Santiago bezeichnet.

## Lage und Verkehrsanbindung
Der Flughafen liegt zehn Kilometer nordöstlich des Stadtzentrums von Santiago de Compostela.
- PKW: Ab Santiago 13 km auf der Autovía A-54 (N-634) bzw. von Lugo im Osten auf der Nationalstraße N-547
- Bus: Die Gesellschaft Freire fährt in der Regel alle 30 Minuten zu den Stationen Doutor Teixeiro südlich der Kathedrale und zum Bahnhof der Eisenbahn RENFE am Rand der Innenstadt an der Avenida de Lugo (N-550/SC-20).

## Flughafenanlagen

### Start- und Landebahn
Der Flughafen Santiago de Compostela verfügt über eine Start- und Landebahn. Sie trägt die Kennung 17/35, ist 3.170 Meter lang, 45 Meter breit und hat einen Belag aus Asphalt.

### Passagierterminal
Das Passagierterminal des Flughafens hat eine Kapazität von 4,5 Millionen Passagieren pro Jahr. Es ist mit 14 Flugsteigen und fünf Fluggastbrücken ausgestattet.

## Fluggesellschaften und Ziele
Der Flughafen Santiago de Compostela wird von sieben Fluggesellschaften mit 24 verschiedenen Zielen verbunden. Er wird von folgenden Orten in deutschsprachigen Ländern angeflogen: Basel, Frankfurt, Genf und Memmingen.

## Verkehrszahlen
| Jahr  | Fluggastaufkommen | Luftfracht (Tonnen) | Flugbewegungen |
| ----- | ----------------- | ------------------- | -------------- |
| 2024* | 3.640.664         | 4.942               | 26.968         |
| 2023  | 3.537.447         | 4.818               | 25.903         |
| 2022  | 3.238.531         | 4.853               | 25.459         |
| 2021  | 1.653.663         | 4.938               | 15.376         |
| 2020  | 935.395           | 2.981               | 10.949         |
| 2019  | 2.904.102         | 3.201               | 22.402         |
| 2018  | 2.726.457         | 3.020               | 21.841         |
| 2017  | 2.645.362         | 2.693               | 21.519         |
| 2016  | 2.511.494         | 2.297               | 21.278         |
| 2015  | 2.296.409         | 2.311               | 20.541         |
| 2014  | 2.084.203         | 2.100               | 19.434         |
| 2013  | 2.073.147         | 1.929               | 18.672         |
| 2012  | 2.194.611         | 1.816               | 19.511         |
| 2011  | 2.464.330         | 1.788               | 22.322         |
| 2010  | 2.172.869         | 1.964               | 21.252         |
| 2009  | 1.944.068         | 1.989               | 20.166         |
| 2008  | 1.917.466         | 2.419               | 21.945         |
| 2007  | 2.050.172         | 2.750               | 24.643         |
| 2006  | 1.994.519         | 2.588               | 24.719         |
| 2005  | 1.843.118         | 3.805               | 25.693         |
| 2004  | 1.580.675         | 4.939               | 21.593         |
| 2003  | 1.381.826         | 5.319               | 18.454         |
| 2002  | 1.240.730         | 5.716               | 17.362         |
| 2001  | 1.281.334         | 6.289               | 19.084         |
| 2000  | 1.332.893         | 6.734               | 19.660         |

* 2024: Vorläufige Daten